# Fita Bayisa
Fita Bayisa, etiopski atlet, * 15. december 1972.
Sodeloval je na atletskem delu poletnih olimpijskih igrah leta 1992 in leta 2000.